# Alcis andaraba
Alcis andaraba là một loài bướm đêm trong họ Geometridae.